# Boisdon
Boisdon ist eine französische Gemeinde im Département Seine-et-Marne in der Region Île-de-France. Sie gehört zum Arrondissement Provins und zum Kanton Provins (bis 2015: Kanton Nangis).

## Geographie
Sie grenzt im Nordwesten an Frétoy, im Nordosten an Beton-Bazoches, im Osten an Bezalles, im Süden an Saint-Hilliers und im Westen an Bannost-Villegagnon. Die Gemeinde ist landwirtschaftlich geprägt.

## Bevölkerungsentwicklung
| Jahr      | 1962 | 1968 | 1975 | 1982 | 1990 | 1999 | 2008 | 2013 |
| --------- | ---- | ---- | ---- | ---- | ---- | ---- | ---- | ---- |
| Einwohner | 85   | 82   | 79   | 78   | 87   | 77   | 86   | 121  |

## Sehenswürdigkeiten

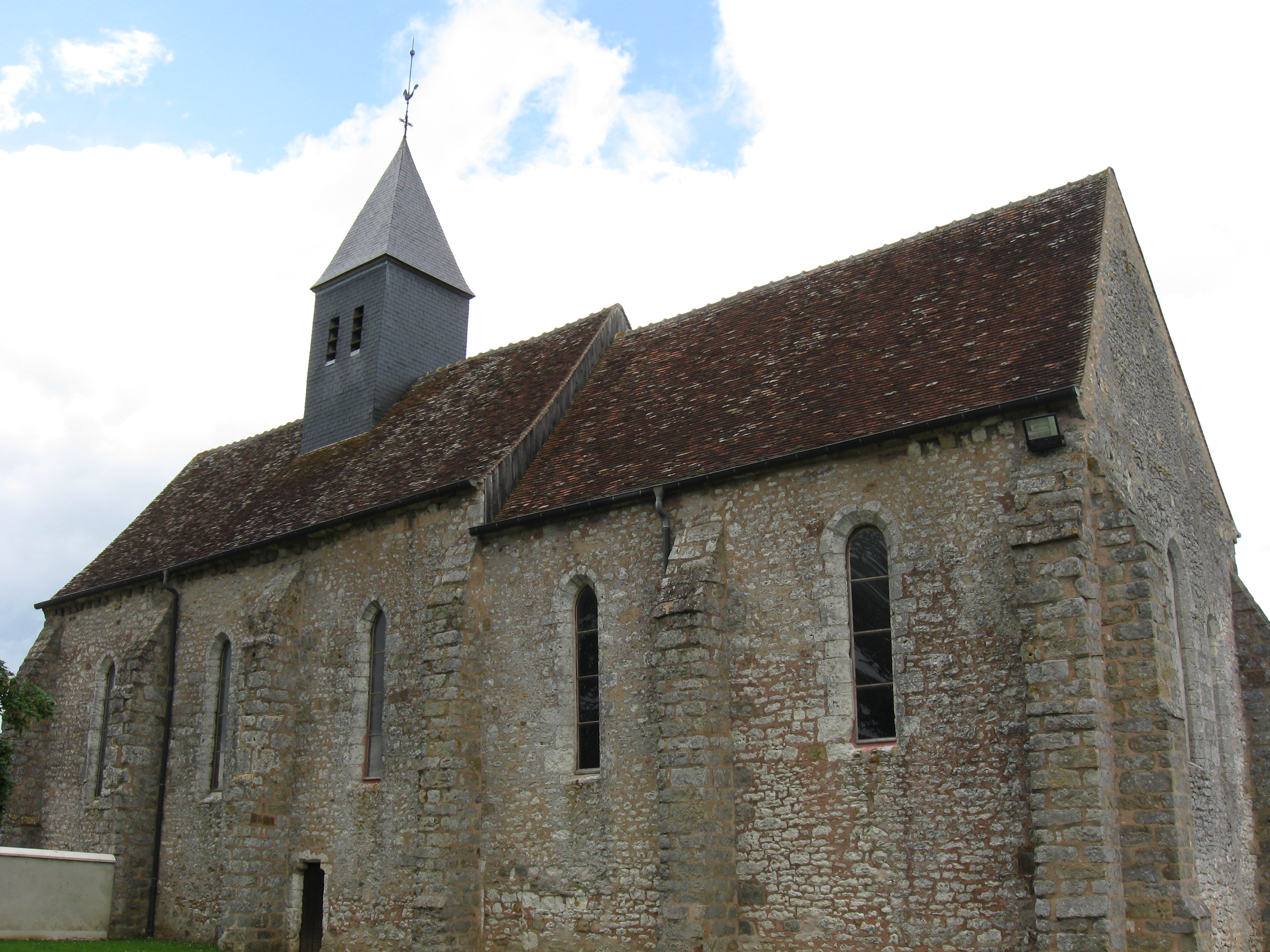
Kirche Saint-Gilles-Saint-Loup

- Kirche Saint-Gilles-Saint-Loup
- Waschhaus aus dem 19. Jahrhundert